# Освещённость
Освещённость — световая величина, равная отношению светового потока, падающего на малый участок поверхности, к его площади.

## Определение и свойства
Освещённость численно равна световому потоку, падающему на участок поверхности единичной площади:
{\displaystyle E_{v}={\frac {d\Phi _{v}}{d\sigma }}.}
Единицей измерения освещённости в Международной системе единиц (СИ) служит люкс (1 люкс = 1 люмену на квадратный метр), в СГС — фот (один фот равен 10 000 люксов). В отличие от освещённости, выражение количества света, отражённого поверхностью, называется светимостью.
Освещённость прямо пропорциональна силе света источника света. При удалении его от освещаемой поверхности её освещённость уменьшается обратно пропорционально квадрату расстояния (закон обратных квадратов).
Когда лучи света падают наклонно к освещаемой поверхности, освещённость уменьшается пропорционально косинусу угла падения лучей.
Освещённость {\displaystyle E_{v}} от точечного источника находят по формуле:
{\displaystyle E_{v}={I_{v} \over r^{2}}\cos i,}
где {\displaystyle I_{v}} — сила света в канделах; {\displaystyle r} — расстояние до источника света; {\displaystyle i} — угол падения лучей света относительно нормали к поверхности.
Аналогом освещённости в системе энергетических фотометрических величин является облучённость. С помощью гелиодона можно имитировать естественную освещённость, характерную для заданного времени дня и года на заданной широте.
Освещённость в фототехнике определяют с помощью экспонометров и экспозиметров, в фотометрии — с помощью люксметров.

## Примеры
| Описание                                                         | Освещённость, лк |
| ---------------------------------------------------------------- | ---------------- |
| Вне атмосферы на среднем расстоянии Земли от Солнца              | 135 000          |
| Наибольшая солнечная освещённость при чистом небе                | 100 000          |
| Обычная освещённость летом в средних широтах в полдень           | 17 000           |
| В облачную погоду летом в полдень                                | 12 000           |
| При киносъёмке в студии                                          | 10 000           |
| Обычная освещённость зимой в средних широтах                     | 5000             |
| На футбольном стадионе (искусственное освещение)                 | 1200             |
| На открытом месте в пасмурный день                               | 1000—2000        |
| Восход и заход солнца в ясную погоду                             | 1000             |
| В светлой комнате вблизи окна                                    | 1000             |
| На рабочем столе для тонких работ                                | 400—500          |
| На экране кинотеатра                                             | 85—120           |
| Необходимое для чтения                                           | 30—50            |
| В море на глубине 50—60 м                                        | до 20            |
| Ночью в полнолуние                                               | 0,2              |
| В безлунную ночь                                                 | 0,001—0,002      |
| В безлунную ночь при сплошной облачности                         | до 0,0002        |
| От звезды нулевой видимой величины за пределами земной атмосферы | 2,54⋅10−6        |